# Caracollo (gemeente)
Caracollo is een gemeente (municipio) in de Boliviaanse provincie Cercado in het departement Oruro. De gemeente telt naar schatting 23.860 inwoners (2018). De hoofdplaats is Caracollo.

## Plaatsen
De volgende plaatsen zijn gelegen in de gemeente Caracollo:
- Caracollo 5356 inw. – La Joya 1481 inw. – Villa Puente 1005 inw. – Vila Vila 464 inw. – Ocotavi 444 inw. – Kemalla 428 inw. – Sillota Belén 328 inw. – Querarani 210 inw. – Lajma 201 inw. – Santa Fe 45 inw. – Caihuasi 9 inw.